# اچامپالی (مولباگال)
اچامپالی (مولباگال) (به انگلیسی: Achampalli (Mulbagal)) در هند است که در کارناتاکا واقع شده‌است.